# La Communauté des peintres
La Communauté des peintres (russe : Община художников) est une association d'artistes de Saint-Pétersbourg, puis Petrograd et Leningrad. Elle a été active entre 1908 et 1930. Elle a été fondée en 1908 avec le soutien d'Ilia Répine.Y ont notamment participé Isaak Brodsky, Piotr Boutchkine, Anna Ostroumova-Lebedeva, Alexandre Samokhvalov et Pavel Filonov.

## Histoire
La communauté des peintres a été fondée à Saint-Pétersbourg en 1908 par un groupe d'artistes et d'anciens élèves de l'Académie impériale des beaux-arts, dont S. A. Vlassov, David Okroïants, Nikolaï Kharitonov (ru) Iegochoua Chougleit, avec le soutien d'Ilia Répine. Son principal objet social était l'éducation à la culture artistique et la promotion des arts figuratifs.
Le président de la communauté était le peintre David Okroïants (1908-1916), puis à partir des années 1920 Mikhaïl Kerzine (ru) et T. P. Tchernychev. Ilia Répine fut désigné en 1915 président d'honneur. La Communauté des peintres organisait des expositions artistiques et éditait leurs catalogues,.  
Dans les années 1910, la société est sise au 12e linii, Île Vassilievski, puis dans les années 1920 dans la rue Bolchoï Poucharski, où se trouvent un atelier d'artiste, une bibliothèque, un musée et une salle de concert. On y organise des expositions personnelles et y fait des conférences sur les questions artistiques.  
Isaak Brodsky, Piotr Boutchkine, Gueorgui Vereïski (ru), Aleksandr Gromov (ru), Nikolaï Dormidontov (ru), Alfons Jaba (ru), Mikhaïl Kourilko, Dmitri Mitrokhine (ru), Anna Ostroumova-Lebedeva, Mikhaïl Platounov (ru), Konstantin Roudakov, Alexandre Samokhvalov, Pavel Filonov, Rudolf Frentz et d'autres peintres ont fait partie de la Communauté ou y ont exposé au cours de ses différentes périodes d'existence.   
En 1924, elle est la plus importante union de créateurs de Leningrad, et est sur un même pied que l'Association des artistes de la Russie révolutionnaire.  
En été 1930, elle fusionne avec la Société des artistes Arkhip Kouïndji, la Société des peintres (Обществом живописцев) et la Société des artistes individualistes (ru) au sein de l'Atelier des peintres (Цех художников, 1930)1932).